# 갑상샘 기능 항진증
갑상샘 기능 항진증(hyperthyroidism) 또는 갑상선 기능 항진증은 갑상샘에 의한 갑상샘 호르몬의 과도한 생산으로 인해 발생하는 질환이다. 갑상선중독증(thyrotoxicosis)은 원인에 관계 없이 과도한 갑상샘 호르몬으로 인해 발생하여 갑상샘 기능 항진증을 보이는 질환이다. 그러나 일부에서는 갑상샘 기능 항진증과 갑상선중독증이라는 용어를 같은 의미로 사용한다. 징후와 증상은 사람마다 다르며 과민성, 근육 약화, 수면 문제, 빠른 심장 박동, 열 불내증, 설사, 갑상선 비대, 손 떨림, 체중 감소 등이 나타날 수 있다. 일반적으로 노인과 임신 중에는 증상이 덜 심각하다. 드물지만 생명을 위협하는 합병증은 감염과 같은 사건으로 인해 혼돈 및 고열과 같은 증상이 악화되는 갑상선 폭풍이다. 이로 인해 종종 사망에 이르게 된다. 정반대의 질환으로는 갑상선이 충분한 갑상선 호르몬을 생성하지 못하는 갑상선 기능 저하증이 있다.
그레이브스병은 미국 내 갑상선 기능 항진증 중 약 50~80%의 병인을 차지한다. 다른 원인으로는 다결절성 갑상선종, 독성 선종, 갑상선 염증, 과다한 요오드 섭취, 과다한 합성 갑상선 호르몬 등이 있다. 덜 흔한 원인은 뇌하수체 선종이다. 징후와 증상을 토대로 진단을 의심한 후 혈액 검사로 확진할 수 있다. 일반적으로 혈액 검사에서는 갑상선 자극 호르몬(TSH) 수치가 낮고 T3 또는 T4 수치가 상승한 것으로 나타난다. 갑상선에 의한 방사성요오드 흡수, 갑상선 스캔, 항갑상선 자가항체 측정(갑상선 갑상선 자극 호르몬 수용체 항체는 그레이브스병에서 양성임)이 원인을 파악하는 데 도움이 될 수 있다.
치료는 부분적으로 질병의 원인과 중증도에 따라 달라진다. 치료 방법에는 크게 세 가지가 있다: 방사성요오드 요법, 약물치료, 갑상선 수술. 방사성 요오드 치료에는 요오드-131을 입으로 복용한 후 몇 주에서 몇 달에 걸쳐 갑상선에 농축되어 파괴된다. 이로 인한 갑상선 기능 저하증은 합성 갑상선 호르몬으로 치료된다. 베타 차단제와 같은 약물은 증상을 조절할 수 있으며, 메티마졸과 같은 항갑상선 약물은 다른 치료법이 효과를 나타내는 동안 일시적으로 환자에게 도움이 될 수 있다. 갑상선을 제거하는 수술은 또 다른 옵션이다. 이것은 갑상선이 매우 크거나 암이 우려되는 경우에 사용될 수 있다. 미국에서는 갑상선 기능 항진증이 인구의 약 1.2%에 영향을 미친다. 전 세계적으로 갑상선 기능 항진증은 성인의 2.5%에 영향을 미친다. 여성에게 2배에서 10배 더 자주 발생한다. 발병 연령은 일반적으로 20~50세이다. 전반적으로 이 질병은 60세 이상에서 더 흔하다.

## 증상
갑상선 기능 항진증은 증상이 없거나 심각한 증상으로 나타날 수도 있는데, 보통은 그러지 않는다. 갑상선 기능 항진증의 증상 중 일부에는 신경과민, 과민성, 땀 증가, 심장 박동, 손 떨림, 불안, 수면 장애, 피부 얇아짐, 가늘고 부서지기 쉬운 머리카락, 근육 약화(특히 팔 윗부분과 허벅지) 등이 있다. 배변이 더 자주 발생할 수 있으며 설사가 흔하다. 때로는 상당한 체중 감소가 좋은 성욕에도 불구하고 발생할 수 있으며(갑상선 기능항진 환자의 30%는 체중 증가를 경험함), 구토가 발생할 수 있으며, 여성의 경우 월경 흐름이 뭔진 모르겠고 월경 주기가 자주 발생하거나 평소보다 주기가 짧아져 일주일에 한번 꼴로 발생한다.
갑상선 호르몬은 세포의 정상적인 기능에 중요하다. 과도하게, 이는 신진대사를 과도하게 자극하고 교감 신경계의 정상적인 기능을 방해하여 다양한 신체 시스템의 "속도를 높이고" 에피네프린(아드레날린) 과다 복용과 유사한 증상을 유발한다. 여기에는 빠른 심장 박동 및 심계항진 증상, 손과 같은 신경계 떨림 및 불안 증상, 소화기 운동 과다, 의도하지 않은 체중 감소, 지질 패널 혈액 검사에서 더 낮고 때로는 비정상적으로 낮은 혈청 콜레스테롤이 포함된다.
갑상선 기능항진증의 주요 임상 징후로는 체중 감소(종종 식욕 증가를 동반함), 불안, 열 불내증, 탈모(특히 눈썹의 바깥쪽 1/3 부분), 근육통, 쇠약, 피로, 과다 활동, 과민성, 고혈당, 과도한 배뇨, 과도한 갈증, 섬망, 떨림, 경골앞점액수종(그레이브스병의 경우), 정서적 불안정 및 발한이 있으며 공황 발작, 집중력 저하, 기억력 문제도 발생할 수 있다. 갑상선 폭풍 중에 흔히 나타나는 정신병과 편집증은 경미한 갑상선 기능 항진증에서는 드물다. 많은 사람들은 정상갑상선 상태에 도달한 후 1~2개월 후에 증상이 완전히 완화되고 불안, 피로감, 과민성 및 우울증이 현저하게 감소하는 것을 경험하게 된다. 일부 개인은 정상 갑상선 상태가 확립된 후 몇 달에서 최대 10년 동안 불안의 비율이 증가하거나 정서 및 인지 증상의 지속이 있을 수 있다. 또한 갑상선 기능 항진증이 있는 사람은 심계항진 및 비정상적인 심장 박동(주로 심방세동), 호흡 곤란(호흡곤란), 성욕 상실, 무월경, 메스꺼움, 구토, 설사, 여성형 유방, 여성화와 같은 다양한 신체 증상을 나타낼 수 있다. 갑상선 기능항진증을 장기간 치료하지 않으면 골다공증이 발생할 수 있다. 이러한 고전적인 증상은 노인에게는 자주 나타나지 않을 수 있다.
무증상 갑상선항진증은 아니지만 명백하게 나타나는 뼈 손실은 환자의 10~20%에서 발생할 수 있다. 이는 뼈 재형성이 증가하고 골밀도가 감소하여 골절 위험이 증가하기 때문일 수 있다. 폐경기 여성에게 더 흔하다. 젊은 여성과 남성의 경우에는 그렇지 않다. 갑상선항진증과 관련된 뼈 질환은 1891년 프레데릭 폰 레클링하우젠(Frederick von Recklinghausen)에 의해 처음 기술되었다. 그는 갑상선항진증으로 사망한 여성의 뼈가 "벌레가 먹은" 것처럼 보인다고 묘사했다.
신경학적 징후에는 떨림, 무도병, 근육병증 및 일부 민감한 개인(특히 아시아계 출신)의 경우 주기성 마비가 포함될 수 있다. 갑상선 질환과 중증근육무력증 사이의 연관성이 인정되었다. 이 질환의 갑상선 질환은 본질적으로 자가면역 질환이며 중증 근무력증 환자의 약 5%는 갑상선 기능항진증도 앓고 있다. 중증근육무력증은 갑상선 치료 후 거의 호전되지 않으며 두 질환 사이의 관계는 잘 알려져 있지 않다.
그레이브스병의 경우 안병증으로 인해 눈 근육이 부풀어 오르고 눈이 앞으로 밀리기 때문에 눈이 더 커져 보일 수 있다. 때로는 한쪽 또는 양쪽 눈이 돌출될 수 있다. 일부에서는 갑상선 비대(갑상선종)로 인해 목 앞쪽이 부어오르는 경우도 있다.
모든 유형의 갑상선 기능항진증에 나타날 수 있는 경미한 눈 징후로는 눈꺼풀 수축("시선"), 안구 근육 약화 및 눈꺼풀 지연 등이 있다. 갑상선 기능 항진증(Dalrymple 징후)에서는 눈꺼풀이 정상보다 더 위쪽으로 수축된다(정상 위치는 눈의 "백색"이 홍채의 위쪽 경계에서 시작되는 상부 각막 공막 윤부에 있음). 안구근력 약화로 복시가 나타날 수 있다. 눈꺼풀내림지체(lid-lag, 폰 그라페 징후)에서는 사람이 눈으로 아래쪽으로 물체를 추적할 때 눈꺼풀이 아래쪽으로 움직이는 홍채를 따르지 못하고 눈꺼풀 수축에서 볼 수 있는 것과 동일한 유형의 위쪽 안구 노출이 일시적으로 발생한다. 이러한 증상은 갑상선항진증을 치료하면 사라진다.
이러한 안구 징후 중 어느 것도 그레이브스병으로 인한 갑상선 기능항진증에서 구체적이고 독특하게 발생하는 안구돌출증(안구 돌출)과 혼동되어서는 안 된다(모든 안구돌출증이 그레이브스병으로 인해 발생하는 것은 아니지만 갑상선항진증이 있는 경우 그레이브스병으로 진단된다. 눈이 앞으로 돌출되는 현상은 안와 지방(fat)의 면역 매개 염증으로 인해 발생한다. 안구돌출증이 있는 경우 갑상선 항진증과 눈꺼풀 지연을 악화시킬 수 있다.

## 병인
갑상선항진증의 원인은 여러 가지가 있다. 대부분의 경우 갑상선 전체가 갑상선 호르몬을 과잉 생산한다. 덜 일반적으로 단일 결절은 "뜨거운"(hot) 결절이라고 불리는 과도한 호르몬 분비를 담당한다. 갑상선염(갑상선 염증)도 갑상선 기능 항진증을 유발할 수 있다. 과량의 갑상선 호르몬을 생산하는 기능성 갑상선 조직은 여러 임상 조건에서 발생한다.
인간에게서 나타나는 주된 병인은 아래와 같다:
- 그레이브스병: 자가면역 질환(일반적으로 전 세계적으로 50~80%를 차지하는 가장 흔한 원인이지만 위치에 따라 크게 다르다. 즉, 스위스에서는 47%(Horst et al., 1987)에서 미국에서는 90%(Hamburger et al. 1981) )). 식단의 요오드 함량이 다양하기 때문에 발생하는 것으로 생각된다. 남성보다 여성에서 8배 더 흔하며, 20~40세 정도의 젊은 여성에게 흔히 발생한다.
- 독성 갑상선 선종(Toxic thyroid adenoma) (스위스에서 가장 흔한 원인, 53%, 이 나라의 낮은 식이 요오드 수준으로 인해 비정형적인 것으로 생각됨)
- 독성 다결절성 갑상선종(Toxic multinodular goiter)

갑상선 호르몬의 높은 혈중 수치(가장 정확하게는 고티록신혈증)는 여러 가지 다른 이유로 발생할 수 있다.
- 갑상선에 염증이 생긴 것을 갑상선염이라고 한다. 갑상선염에는 하시모토 갑상선염(갑상선 기능저하증 면역매개)과 아급성 갑상선염(드퀘르뱅)을 포함하여 여러 종류가 있다. 이는 처음에는 과도한 갑상선 호르몬의 분비와 관련될 수 있지만 일반적으로 갑상선 기능 장애로 진행되어 호르몬 결핍 및 갑상선 기능 저하증으로 이어진다.
- 갑상선 조직에 오염된 갈은 소고기나 돼지고기를 먹는 드문 경우인 갑상선 호르몬제를 과다 복용하는 경우(갑상선 호르몬의 은밀한 사용)도 가능하며 이로 인해 갑상선 호르몬(햄버거 갑상선 중독증 또는 영양성 갑상선 중독증으로 불림)도 발생한다. 약국 조제 오류도 원인이 될 수 있다.
- 항부정맥제인 아미오다론은 티록신과 구조적으로 유사하며 갑상선의 활동 부족 또는 과잉을 유발할 수 있다.
- 산후 갑상선염(PPT)은 출산 후 1년 동안 여성의 약 7%에서 발생한다. PPT는 일반적으로 여러 단계로 구성되며, 그 중 첫 번째 단계는 갑상선 기능 항진증이다. 이러한 형태의 갑상선 기능 항진증은 일반적으로 치료 없이도 몇 주 또는 몇 달 내에 저절로 교정된다.
- 난소간질은 대부분 갑상선 조직을 포함하는 희귀한 형태의 단배엽 기형종으로 갑상선 기능 항진증을 유발한다.
- 특히 다시마와 같은 조류에서 요오드가 과도하게 섭취된다.

## 진단
뇌하수체에서 생성되는(시상하부의 TSH 방출 호르몬에 의해 조절되는) 갑상샘자극호르몬(TSH)의 혈액 내 수치를 측정하는 것은 일반적으로 의심되는 갑상선 기능 항진증에 대한 초기 검사이다. 낮은 TSH 수치는 일반적으로 혈액 내 T4 및 T3 수치가 증가한 것을 감지하여 뇌하수체가 갑상선 자극을 줄이도록 뇌에 의해 억제되거나 "지시"되고 있음을 나타낸다. 드문 경우지만, 낮은 TSH는 뇌하수체의 일차적 부전 또는 다른 질병(갑상선 질환 증후군)으로 인한 뇌하수체의 일시적 억제를 의미하므로 T4 및 T3를 확인하는 것은 여전히 임상적으로 유용하다.
그레이브스병의 항-TSH 수용체 항체 또는 갑상선 기능 저하증의 일반적인 원인인 하시모토 갑상선염의 항갑상선 과산화효소와 같은 특정 항체를 측정하는 것도 진단에 도움이 될 수 있다. 갑상선 기능항진증의 진단은 갑상선 자극 호르몬(TSH) 수치가 감소하고 T4 및 T3 수치가 증가하는 혈액 검사를 통해 확인된다. TSH는 뇌의 뇌하수체에서 생성되는 호르몬으로, 갑상선에 호르몬 생성량을 알려준다. 갑상선 호르몬이 너무 많으면 TSH가 낮아진다. 방사성 요오드 섭취 검사와 갑상선 스캔을 함께 사용하면 방사선 전문의와 의사가 갑상선 기능 항진증의 원인을 특성화하거나 확인할 수 있다. 흡수 검사는 방사성 요오드를 공복에 주사하거나 경구 복용하여 갑상선에 흡수되는 요오드의 양을 측정하는 것이다. 갑상선 기능 항진증이 있는 사람은 측정하기 쉬운 방사성 요오드를 포함하여 건강한 사람보다 훨씬 더 많은 요오드를 흡수한다. 이미지를 생성하는 갑상선 스캔은 일반적으로 과잉 기능을 하는 갑상선을 육안으로 검사할 수 있도록 흡수 테스트와 함께 수행된다.
갑상선 신티그라피(thyroid scintigraphy)는 갑상선항진증과 갑상선염을 특징짓는(원인을 구별하는) 유용한 검사이다. 이 테스트 절차에는 일반적으로 요오드 흡수 테스트와 감마 카메라를 사용한 스캔(이미징)이라는 두 가지 테스트가 서로 연관되어 수행된다. 흡수 테스트에는 방사성 요오드(방사성요오드), 전통적으로 요오드-131(131I), 최근에는 요오드-123(123I)의 투여가 포함된다. 요오드-123은 더 유리한 방사선 선량 측정(즉, 투여된 방사능 단위당 사람에게 더 적은 방사선량)과 감마 카메라를 사용한 영상화에 더 적합한 감마 광자 에너지로 인해 일부 진료소에서 선호되는 방사성 핵종일 수 있다. 영상 스캔의 경우 I-123은 갑상선 조직 및 갑상선암 전이 영상을 촬영하는 데 거의 이상적인 요오드 동위원소로 간주된다. 임신한 사람에게는 갑상선 신티그라피를 시행해서는 안 되며, 이러한 상황에서는 대안으로 색류 도플러를 이용한 갑상선 초음파 검사를 시행할 수 있다.
일반적인 투여에는 요오드화나트륨(NaI)을 함유한 알약이나 액체를 경구 복용하는 것이 포함되며, 여기에는 아마도 소금 한 알보다 적은 양의 요오드-131이 소량 함유되어 있다. 피임약 복용 전과 복용 후 1시간 동안 2시간 동안 음식을 금식해야 한다. 이러한 저용량 방사성 요오드는 일반적으로 요오드에 알레르기가 있는 개인(예: CT 스캔, 정맥 신우조영술(IVP) 및 유사한 영상 진단 절차에 사용되는 것과 같이 더 많은 양의 요오드가 포함된 조영제를 견딜 수 없는 개인)이 견딜 수 있다. 갑상선에 흡수되지 않는 과잉 방사성옥소는 소변을 통해 몸 밖으로 배출된다. 갑상선 기능 항진증이 있는 일부 사람들은 진단용 방사성 요오드에 대해 약간의 알레르기 반응을 경험할 수 있으며 항히스타민제가 투여될 수 있다.
환자는 24시간 후에 다시 방문하여 목에 금속 막대를 대고 갑상선에서 방출되는 방사능을 측정하는 장치로 방사성 요오드 "흡수"(갑상선에 흡수됨) 수준을 측정한다. 이 테스트는 기계 소프트웨어에 의해 흡수 %(즉, 백분율)가 누적(계산)되는 동안 약 4분이 소요된다. 감마 카메라를 사용하여 대비되는 갑상선의 이미지(일반적으로 중앙, 왼쪽 및 오른쪽 각도)를 촬영하는 스캔도 수행된다. 방사선 전문의가 이미지를 검토한 후 흡수율과 설명을 나타내는 보고서를 읽고 준비한다. 갑상선 기능 항진증이 있는 사람은 일반적으로 정상적인 수준의 방사성 요오드를 "흡수"한다. RAI 흡수의 정상 범위는 10~30%이다.
TSH 수준을 테스트하는 것 외에도 많은 의사들은 더 자세한 결과를 위해 T3, Free T3, T4 및 Free T4를 테스트한다. 유리 T4는 혈액 내 어떤 단백질에도 결합되어 있지 않는다. 이러한 호르몬에 대한 성인 기준은 다음과 같다. TSH(단위): 0.45 – 4.50 uIU/mL; T4 자유/직접(나노그램): 0.82 – 1.77ng/dl; 및 T3(나노그램): 71~180ng/dl. 갑상선 기능항진증이 있는 사람은 T4 및 T3의 상한치보다 몇 배나 높은 수준을 쉽게 나타낼 수 있다.
갑상선항진증에서는 일반적으로 CK-MB(크레아틴 인산화효소)가 상승한다.

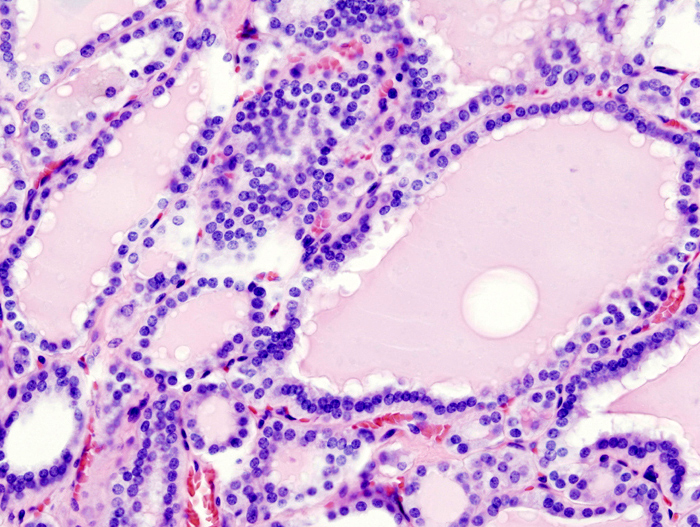
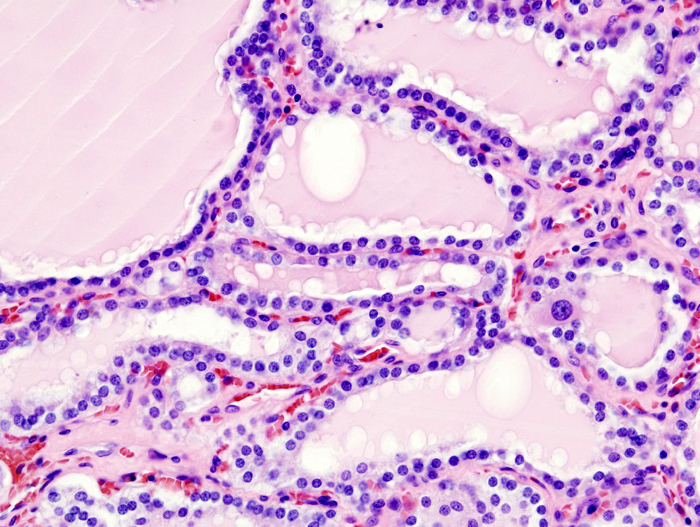
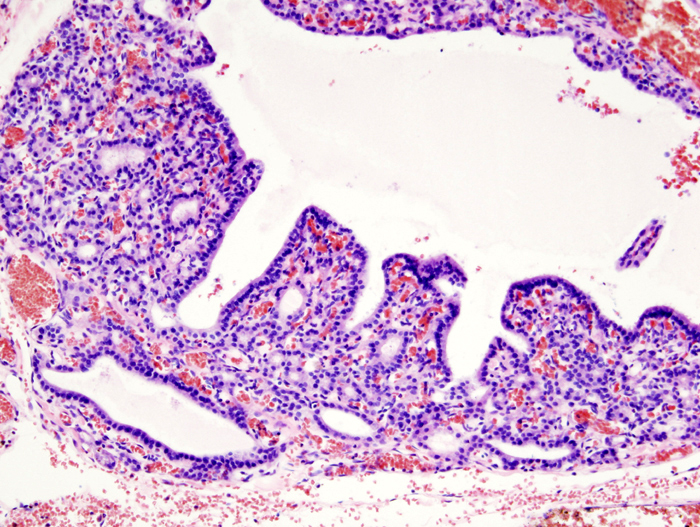

## 치료

### 항갑상선제
갑상선정지제(항갑상선제)는 카비마졸(영국에서 사용), 메티마졸(미국, 독일, 러시아에서 사용), 프로필티오우라실 등 갑상선 호르몬의 생성을 억제하는 약물이다. 갑상선정지제는 갑상선과산화효소에 의한 갑상선글로불린의 요오드화를 억제하여 테트라요오드티로닌(T4)의 형성을 억제함으로써 효과가 있는 것으로 알려져 있다. 프로필티오우라실은 또한 갑상선 외부에서도 작용하여 (대부분 비활성) T4가 활성 형태인 T3으로 전환되는 것을 방지한다. 갑상선 조직에는 일반적으로 상당한 양의 갑상선 호르몬이 포함되어 있기 때문에 갑상선정지제는 효과가 나타나기까지 몇 주가 걸릴 수 있으며 정기적인 의사 방문과 결과를 모니터링하기 위한 혈액 검사를 통해 수개월에 걸쳐 용량을 주의 깊게 적정해야 하는 경우가 많다.

### 베타 차단제
심계항진, 떨림, 불안과 같은 갑상선 기능항진증의 일반적인 증상 중 상당수는 세포 표면의 베타-아드레날린 수용체의 증가에 의해 매개된다. 일반적으로 고혈압 치료에 사용되는 베타 차단제는 이러한 효과를 상쇄하여 심계항진 감각과 관련된 빠른 맥박을 감소시키고 떨림과 불안을 감소시키는 약물 계열이다. 따라서 갑상선 기능 항진증이 있는 사람은 위에서 언급한 방사성 요오드 검사를 통해 갑상선 기능 항진증의 특성을 파악하고 보다 영구적인 치료가 이루어질 때까지 즉시 일시적인 완화를 얻을 수 있다. 이 약물은 치료하지 않고 방치할 경우 갑상선 기능 항진증이나 그로 인한 장기적인 영향을 치료하지 않고 오히려 해당 증상의 증상만 치료하거나 감소시킨다.
그러나 갑상선 호르몬 생산에 대한 일부 최소한의 영향은 프로프라놀롤의 다른 이성질체에 의해 결정되는 갑상선 기능 항진증 치료에서 두 가지 역할을 하는 프로프라놀롤에서도 발생한다. L-프로프라놀롤은 베타 차단을 유발하여 떨림, 심계항진, 불안, 열 불내증 등 갑상선 기능 항진증과 관련된 증상을 치료한다. D-프로프라놀롤은 티록신 탈요오드효소를 억제하여 T4에서 T3으로의 전환을 차단하여 최소한의 치료 효과를 제공한다. 다른 베타 차단제는 갑상선 기능 항진증과 관련된 증상만을 치료하는 데 사용된다. 영국의 프로프라놀롤과 미국의 메토프롤롤은 갑상선항진증 환자의 치료를 강화하는 데 가장 자주 사용된다.

### 식이 조절
자가면역 갑상선 기능항진증(그레이브스병 등)이 있는 사람은 식용 해초, 해산물 등 요오드 함량이 높은 음식을 섭취해서는 안 된다.
공중 보건의 관점에서 볼 때, 1924년 미국에서 요오드 첨가 소금이 일반적으로 도입되면서 질병, 갑상선종의 감소뿐만 아니라 임신 중에 요오드를 충분히 섭취하지 않아 아이의 IQ가 낮아진 산모의 자녀의 삶이 개선되었다. 그들의 아이들.

### 수술
수술(갑상선 전체 또는 일부를 제거하는 갑상선 절제술)은 광범위하게 사용되지 않는다. 왜냐하면 가장 일반적인 형태의 갑상선 기능 항진증은 방사성 요오드 방법으로 매우 효과적으로 치료되고, 부갑상선도 제거하고 절단할 위험이 있기 때문이다. 되돌이후두신경에 문제가 생겨 삼키기가 어려워지고 심지어 대수술과 마찬가지로 단순히 일반 포도상구균 감염이 발생하기도 한다. 그레이브스병을 앓고 있는 일부 사람들은 외과적 개입을 선택할 수도 있다. 여기에는 어떤 이유로든 약을 견딜 수 없는 사람, 요오드에 알레르기가 있는 사람, 방사성 요오드를 거부하는 사람이 포함된다.
2019년 체계적 검토에서는 갑상선 수술 중 되돌이후두신경 손상을 예방하려고 할 때 이용 가능한 증거에서 신경을 시각적으로 식별하는 것과 수술 중 신경영상을 활용하는 것 사이에 차이가 없다는 결론을 내렸다.
독성 결절이 있는 경우 치료에는 일반적으로 결절 제거 또는 알코올 주사가 포함된다.

### 방사성요오드
사울 헤르츠(Saul Hertz) 박사가 처음 개척한 요오드-131(방사성 요오드) 방사성 동위원소 치료법에서는 기능을 심각하게 제한하거나 완전히 파괴하기 위해 방사성 아이오딘-131을 일회성으로(알약이나 액체로) 경구 투여한다. 절제 치료에 사용되는 이 방사성 요오드 동위원소는 생물학적 반감기가 8~13시간인 진단용 방사성 요오드(보통 요오드-123 또는 매우 적은 양의 요오드-131)보다 더 강력하다. 단거리에서 조직에 훨씬 더 큰 손상을 주는 베타 입자를 방출하는 요오드-131의 반감기는 약 8일이다. 첫 번째 용량에 충분히 반응하지 않는 사람들에게는 때때로 더 많은 용량의 추가 방사성요오드 치료가 제공된다. 이 치료법의 요오드-131은 갑상선의 활성 세포에 흡수되어 파괴되어 갑상선을 대부분 또는 완전히 비활성화시킨다.
요오드는 갑상선 세포에 의해 (배타적으로는 아니지만) 더 쉽게 흡수되고 (더 중요하게는) 과잉 활동성 갑상선 세포에 의해 훨씬 더 쉽게 흡수되기 때문에 파괴는 국소적이며 이 치료법에는 광범위한 부작용이 없다. 방사성 요오드 절제술은 50년 넘게 사용되어 왔으며, 이를 사용하지 않는 유일한 주요 이유는 임신과 모유 수유이다(유방 조직도 요오드를 흡수하여 농축한다). 갑상선 기능이 저하되면 매일 경구 복용하는 대체 호르몬 요법(레보티록신)이 신체에서 정상적으로 생성되는 갑상선 호르몬을 대체한다.
갑상선 과잉활동의 치료에 방사성옥소를 사용하는 것에 대한 수년 간의 광범위한 경험이 있으며 이러한 경험은 치료 후 갑상선암의 위험이 증가한다는 것을 나타내지 않는다. 그러나 2007년 연구에서는 갑상선항진증에 대한 방사성요오드 치료 후 암 발생 건수가 증가했다고 보고했다.
갑상선 기능 항진증에 대한 방사성 요오드 치료의 주요 장점은 약물 치료보다 성공률이 훨씬 높다는 것이다. 선택한 방사성 요오드 용량과 치료 중인 질병(그레이브스 대 독성 갑상선종, 열결절 등)에 따라 갑상선 기능 항진증의 확실한 해결 성공률은 75~100%까지 다양할 수 있다. 그레이브스병 환자에서 방사성옥소의 예상되는 주요 부작용은 평생 동안 갑상선 기능 저하증이 발생하여 매일 갑상선 호르몬 치료가 필요한 것이다. 때때로 어떤 사람들은 존재하는 질병의 유형, 갑상선의 크기, 투여된 초기 용량에 따라 두 가지 이상의 방사성 치료가 필요할 수 있다.
중등도 또는 중증 그레이브스눈병증을 나타내는 그레이브스병 환자는 방사성 요오드-131 치료가 기존 갑상선 눈 질환을 악화시키는 것으로 나타났기 때문에 이에 주의해야 한다. 안과 증상이 경미하거나 없는 사람은 6주 동안 프레드니손을 동시에 복용하면 위험을 완화할 수 있다. 이 부작용에 대해 제안된 메커니즘은 갑상선 세포와 후안와 조직 모두에 공통적인 TSH 수용체를 포함한다.
방사성 요오드 치료로 인해 갑상선 조직이 파괴되기 때문에 방사성 요오드 치료 후 갑상선 기능항진증의 증상이 실제로 악화될 수 있는 며칠에서 몇 주 정도의 일시적인 기간이 있는 경우가 많다. 일반적으로 이는 갑상선 호르몬을 함유한 갑상선 세포가 방사성 요오드 매개로 파괴된 후 갑상선 호르몬이 혈액으로 방출되어 발생한다. 어떤 사람들에게는 이 기간 동안 베타 차단제(프로프라놀롤, 아테놀롤 등)와 같은 약물 치료가 유용할 수 있다. 대부분의 사람들은 일반적으로 작은 알약으로 투여되는 방사성 요오드 치료 후에 아무런 어려움을 겪지 않는다. 때로는 갑상선의 중등도 염증이 발생하여 목이나 목 부위에 불편함을 유발하는 경우 며칠 후에 목의 압통이나 인후통이 명백해질 수 있다. 이는 일반적으로 일시적이며 발열 등과 관련이 없다.
방사성 요오드 치료를 받기 최소 6주 전에 모유 수유를 중단하고 재개하지 않는 것이 권장된다. 단, 향후 임신 중에도 가능하다. 또한 임신 중에도 해서는 안 되며, 치료 후 최소 6~12개월까지 임신을 연기해야 한다.
방사성요오드에 따른 일반적인 결과는 갑상선 기능 항진증에서 쉽게 치료할 수 있는 갑상선 기능 저하증으로의 변동이며, 이는 그레이브스 갑상선 중독증 치료를 받은 환자의 78%, 독성 다결절 갑상선종 또는 단일 독성 선종 환자의 40%에서 발생한다. 더 높은 용량의 방사성 요오드를 사용하면 치료 실패 사례의 수가 줄어들며, 치료에 대한 더 높은 반응에 대한 불이익은 대부분 평생 호르몬 치료가 필요한 최종 갑상선 기능 저하증의 비율이 높아진다.
갑상선의 방사성 요오드 치료에 대한 민감도는 초음파 스캔에서 더 균일하게 나타나는데(저에코성), 조밀하게 포장된 큰 세포로 인해 81%가 나중에 갑상선 기능 저하증이 되며, 보다 정상적인 스캔 모양을 보이는 경우(정상 에코 발생)의 경우 단지 37%에 불과하다.

### 갑상선 중독증
갑상선 중독증(Thyroid storm)은 갑상선 기능 항진증의 극단적인 증상을 나타낸다. 이는 프로프라놀롤과 같은 정맥내 베타 차단제, 이어서 메티마졸과 같은 티오아미드, 요오드화 방사선 조영제 또는 방사선 조영제를 사용할 수 없는 경우 요오드 용액을 포함하는 위의 양식의 조합과 함께 하이드로코르티손과 같은 정맥 스테로이드 등 소생 조치를 통해 적극적으로 치료된다. 프로필티오우라실은 갑상선 호르몬 생성을 억제할 뿐만 아니라 말초 조직에서 T4가 보다 활성인 T3으로 전환되는 것을 방지할 수 있기 때문에 갑상선 중독증에서 선호되는 티오아미드이다.

### 대체의학
중국과 같은 국가에서는 갑상선항진증을 치료하기 위해 단독으로 사용하거나 항갑상선제와 함께 약초를 사용한다. 매우 낮은 질의 근거는 전통적인 중국 약초가 일상적인 갑상선 기능 항진증 약물과 함께 복용할 때 유익할 수 있음을 시사하기도 한다. 그러나 갑상선 기능 항진증 치료에 대한 중국 약초의 효과를 결정할 수 있는 신뢰할 만한 증거는 많지 않다.

## 같이 보기
- 부갑상선 기능 항진증